# ピアゴ上地店
ピアゴ上地店はかつて三重県伊勢市上地町に所在し、ユニーが運営していたショッピングセンターである。

## 歴史
1994年（平成6年）、ケーヨージャスコ（現ケーヨー）とフレックス（現マックスバリュ中部）は合同で伊勢市上地町に郊外型大型店「伊勢上地ショッピングセンター」の出店を計画、翌年7月に中部通産局の大規模小売店舗審議会で結審された。
しかし、ケーヨー側がパワーシティ四日市（現・イオンタウン四日市泊）などの1995年（平成7年）に新設した店舗の営業利益を優先させることを理由に出店計画を見直し、1997年（平成9年）初めに両社が出店を断念、計画が一時中断された。
同年ユーストア（現・ユニー）が同地に出店することを決め、2000年（平成12年）に「ユーストア上地店」が、鉄骨造り2階建て（一部3階建て）をもって開店した。ユニーの店舗では国内最南端に位置していた。
2017年（平成29年）8月、同年秋をもって、閉店する事が発表されていた。
なお、跡地の建物はそのまま改装され、長崎屋によって、2018年（平成30年）6月13日に「MEGAドン・キホーテ伊勢上地店」としてオープンしている。なお、ユニーの100%子会社であるUDリテールは、同店の運営に関与しない。

### 沿革
- 2000年（平成12年）6月23日 - ユーストア上地店が開店[7]。
- 2007年（平成19年）9月21日 - 伊勢市などと協定を結び、レジ袋の有料化を開始[8]。
- 2009年（平成21年）2月21日 - ユニーグループの店舗ブランド再編に伴い、ピアゴ上地店に改称。
- 2017年（平成29年）11月19日 - 同店閉店[5]。
- 2018年（平成30年）6月13日 - 居抜き出店として、MEGAドン・キホーテ伊勢上地店開店

## 存在時の交通アクセス
三重県道37号鳥羽松阪線 大野橋西交差点付近 
路線バス
- 三重交通バス 「千引神社前」停留所より徒歩約5分